# Bud Cullen
Jack Sydney George „Bud“ Cullen PC (* 20. April 1927 in Creighton Mine, Ontario; † 5. Juli 2005) war ein kanadischer Jurist und Politiker der Liberalen Partei Kanadas, der mehr als 15 Jahre Abgeordneter des Unterhauses, mehrere Jahre Minister sowie 16 Jahre Richter am Bundesgerichtshof von Kanada (Federal Court of Canada) war.

## Leben
Nach dem Schulbesuch absolvierte Cullen ein Studium, das er mit einem Bachelor of Arts (B.A.) beendete. Nachdem er ein weiteres Studium der Rechtswissenschaften an der Osgoode Hall Law School der York University mit einem Bachelor of Laws (LL.B.) abgeschlossen hatte, nahm er eine Tätigkeit als Rechtsanwalt auf. Seine politische Laufbahn begann er in der Kommunalpolitik als Mitglied des Schulrates von Sarnia, dem er bis 1957 angehörte.
Bei der Unterhauswahl vom 25. Juni 1968 wurde Cullen als Kandidat der Liberalen Partei erstmals zum Abgeordneten in das Unterhaus gewählt und vertrat in diesem bis zu seiner Wahlniederlage bei der Wahl vom 22. Mai 1979 den Wahlkreis Sarnia beziehungsweise seit der Wahl vom 30. Oktober 1972 den Wahlkreis Sarnia-Lambton. Während seiner parlamentarischen Tätigkeit war er von Oktober 1970 bis Februar 1972 Vorsitzender beziehungsweise Vize-Vorsitzender des Ständigen Ausschusses für Veteranenangelegenheiten.
Im Oktober 1971 übernahm er zudem sein erstes Regierungsamt als Parlamentarischer Sekretär beim Minister für nationale Verteidigung und war danach von Februar bis September 1972 Parlamentarischer Sekretär beim Minister für Energie, Bergbau und Ressourcen. Nachdem er zwischenzeitlich vom 4. Januar 1973 bis zum 26. Februar 1974 Vorsitzender des Unterhaussonderausschusses für die Entwicklung der Lebensmittelpreise war, war er zwischen September 1974 und September 1975 Parlamentarischer Sekretär beim Finanzminister.
Am 26. September 1975 wurde Cullen von Premierminister Pierre Trudeau als Minister für nationale Einkünfte erstmals in die 20. Regierung Kanadas berufen. Im Rahmen einer Regierungsumbildung übernahm er am 14. September 1976 das Amt des Ministers für Arbeitskräfte und Einwanderung, ehe er nach einer weiteren Kabinettsumbildung und Ressortneugliederung vom 15. August 1977 bis zum Ende von Trudeaus Amtszeit am 3. Juni 1979 Minister für Beschäftigung und Einwanderung war.
Bei der Wahl vom 18. Februar 1980 wurde Cullen im Wahlkreis Sarnia wieder zum Abgeordneten gewählt und gehörte dem Unterhaus für eine weitere Legislaturperiode an, ehe er auf eine erneute Kandidatur bei der Unterhauswahl am 4. September 1984 verzichtete. Während dieser Zeit war er schließlich vom 14. April 1980 bis zum 30. November 1983 Vorsitzender des Ständigen Unterhausausschusses für Finanzen, Handel und Wirtschaftsangelegenheiten.
Am 26. Juli 1984 wurde Cullen von Premierminister John Turner zum Richter an den Bundesgerichtshof von Kanada (Federal Court of Canada) berufen. Diesem gehörte er als Mitglied der Strafrechtsabteilung bis zu seinem Eintritt in den Ruhestand im August 2000 an.